# Lijst van voetbalinterlands Centraal-Afrikaanse Republiek - Congo-Brazzaville (vrouwen)
Deze lijst van voetbalinterlands is een overzicht van alle officiële voetbalinterlands tussen de nationale vrouwenteams van de Centraal-Afrikaanse Republiek en Congo-Brazzaville. De landen hebben tot nu toe twee keer tegen elkaar gespeeld.

## Wedstrijden
| № | Plaats      | Datum        | Competitie                                | Wedstrijd                                         | Uitslag |
| - | ----------- | ------------ | ----------------------------------------- | ------------------------------------------------- | ------- |
| 1 | Brazzaville | 4 april 2018 | Afrikaans kampioenschap 2018 kwalificatie | Congo-Brazzaville − Centraal-Afrikaanse Republiek | 2 − 0   |
| 2 | Bangui      | 8 april 2018 | Afrikaans kampioenschap 2018 kwalificatie | Centraal-Afrikaanse Republiek − Congo-Brazzaville | 1 − 1   |

## Samenvatting
| Competitie                           | Totaal gespeeld | Winst Centraal-Afrikaanse Republiek | Gelijk | Winst Congo-Brazzaville | Doelsaldo Centraal-Afrikaanse Republiek – Congo-Brazzaville |
| ------------------------------------ | --------------- | ----------------------------------- | ------ | ----------------------- | ----------------------------------------------------------- |
| Afrikaans kampioenschap kwalificatie | 2               | 0                                   | 1      | 1                       | 1 − 3                                                       |
| Totaal                               | 2               | 0                                   | 1      | 1                       | 1 − 3                                                       |